# Li Qingzhao

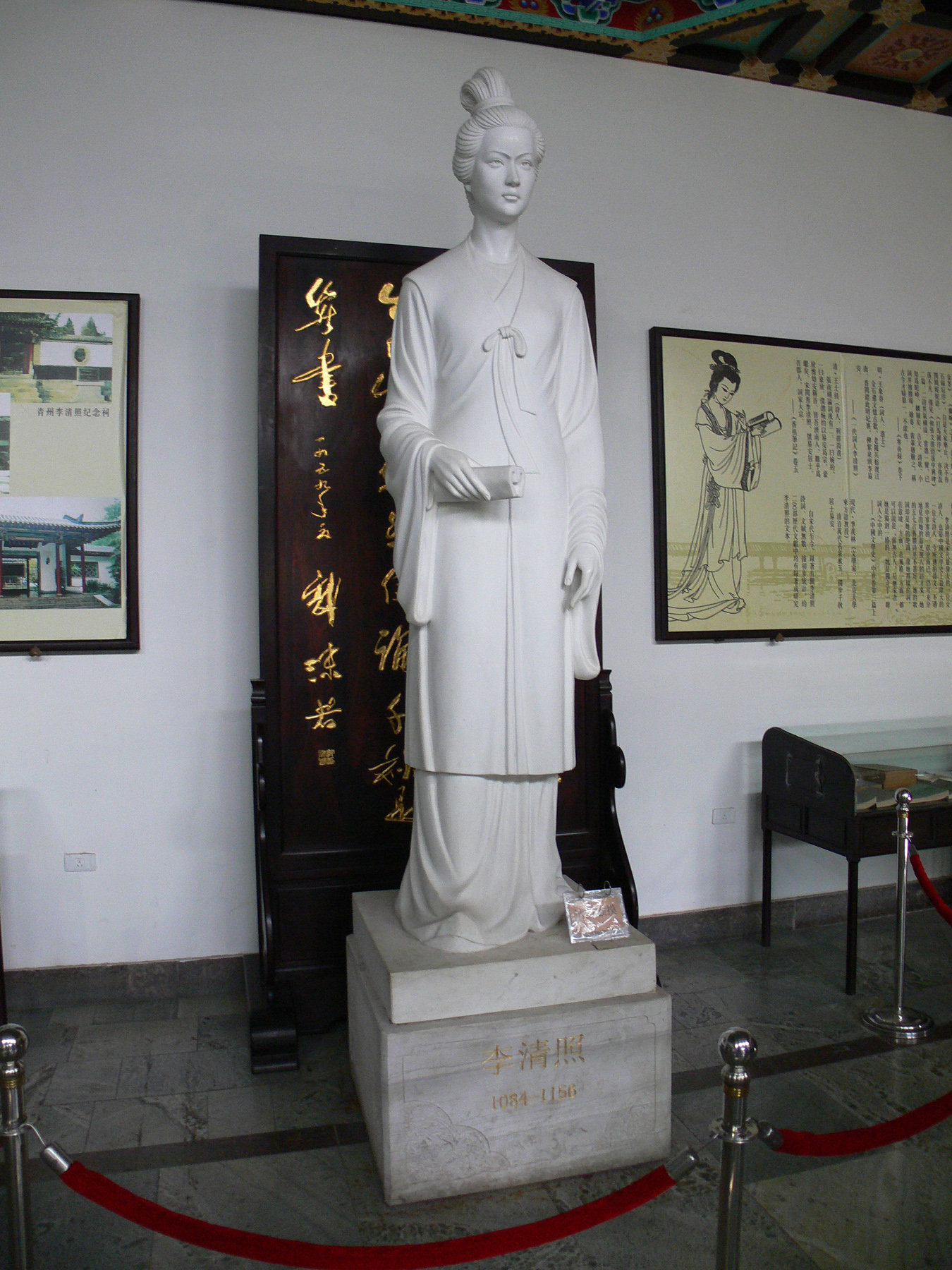
Statue von Li Qingzhao in Li Qingzhao Gedenkstätte in Jinan

Li Qingzhao (chinesisch 李清照, Pinyin Lǐ Qīngzhào, W.-G. Li Ch'ing-chao; * 1084; † 1155?) Dichtername Yì'ān Jūshì 易安居士 oder Lǐ Yì'ān, bekannteste klassische Dichterin und Literatin Chinas, lebte während der Song-Dynastie.

## Bedeutung

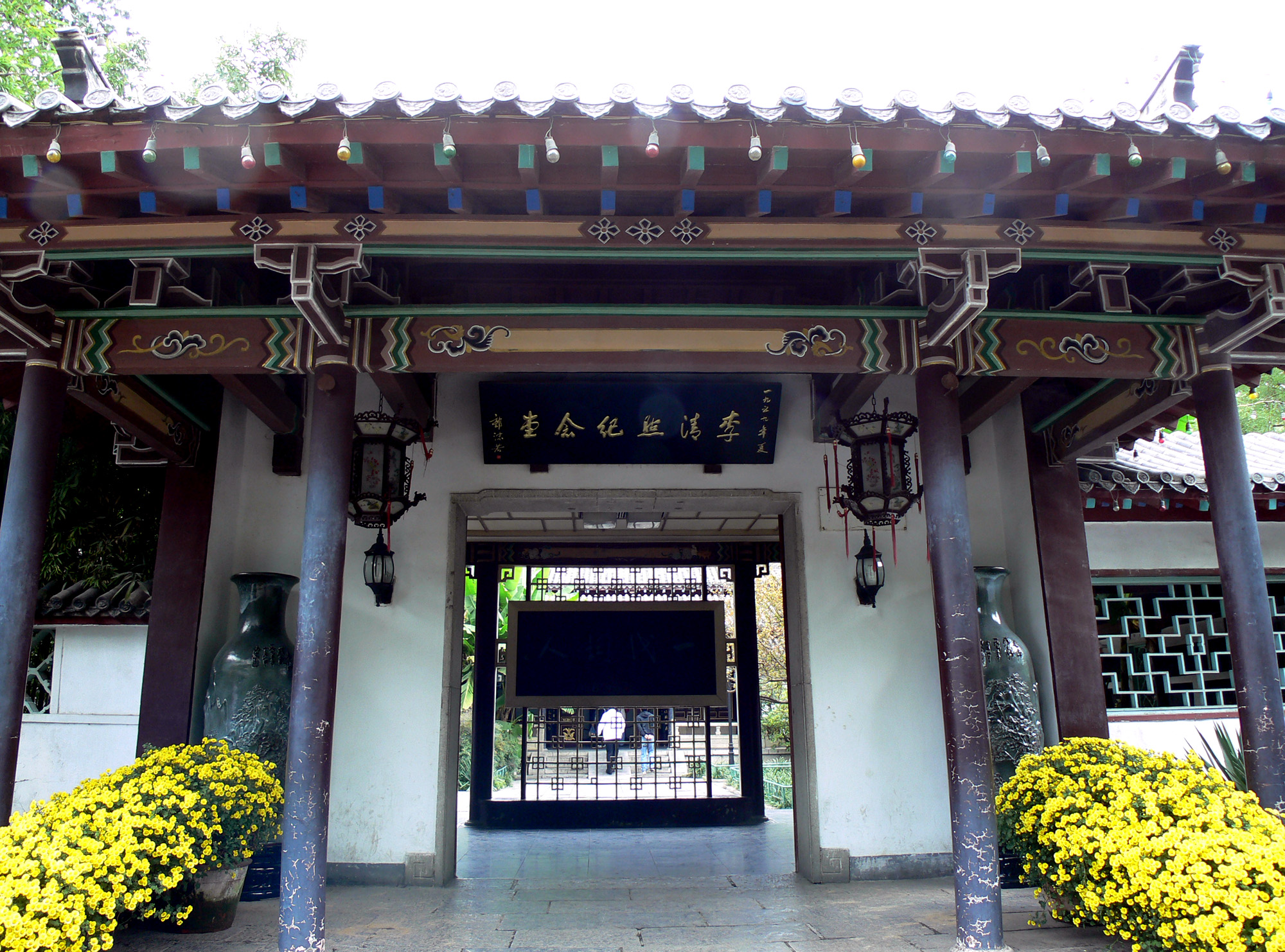
Li Qingzhao Gedenkstätte in Jinan

Berühmt wurde Li Qingzhao vor allem für ihre Ci-Gedichte 詞, auf bestimmte Melodien gedichtete, lyrische Texte, auch "Lieder" genannt. Dazu gehört eine von Li Qingzhao erstmals aufgestellte Poetologie der ci-Lyrik, das Cílùn 詞論. Li Qingzhao gilt als Vollenderin der "weiblichen" Schule innerhalb der Ci-Lyrik, der Wǎnyuēpài 婉約派, im Gegensatz zur "männlichen", der Háofàngpài　豪放派, die auf Su Shi zurückgeht.
Besonders beliebt ist Li Qingzhao für ihr „Nachträgliches Vorwort zum Katalog von Inschriften auf Bronze und Stein“, Jīnshílù Hòuxù 金石錄後序, ein autobiographischer Text, in dem sie u. a. die erste, glückliche Zeit ihrer Ehe mit Zhào Míngchéng 趙明誠 schildert. Damit schuf sie ein Idealbild einer aufeinander bezogenen, freundschaftlichen Beziehung zwischen Eheleuten, das bis heute inspiriert. Dieser Text wird auch heute noch in der Schule gelesen, in der VR China wie in Taiwan. 
Umstritten ist ihre zweite Heirat und der Brief, in dem sie sich darüber äußert, sowie ihre Autorschaft bei einer Reihe von Ci-Gedichten.

## Biografie

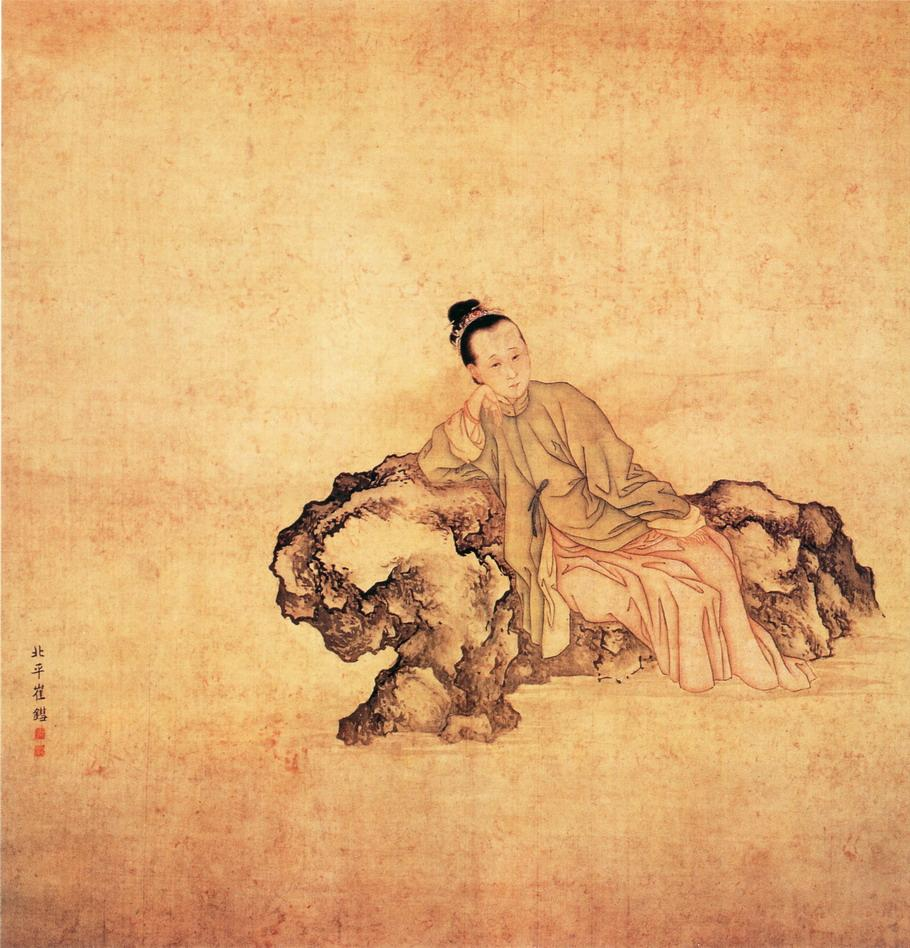
Qing-zeitliches Gemälde: Li Qingzhao auf einem Stein

Li Qingzhao, geboren in Jinan, war das erste Kind des Literaten-Beamten Lǐ Géfēi 李格非 (*?; † nach 1106, Beiname Wénshū 文叔) und einer literarisch gebildeten Mutter (Familienname Wáng 王). Li Qingzhao wurde unterrichtet wie ein Sohn. Ihr Vater war mit dem berühmten Dichter Su Shi und vielen anderen einflussreichen Dichtern und Literaten seiner Zeit befreundet. 
Im Jahr 1101, mit ca. 18 Jahren, wurde sie verheiratet mit Zhào Míngchéng 趙明誠 (*1081; † 1129, Beiname Défù 德父), Sohn von Zhào Tǐngzhī 趙挺之 (*1040; † 1107). Zhao Mingcheng und Li Qingzhao teilten das Interesse an Literatur, Kalligrafie, Kunst und Antiquitäten. Das Paar lebte anfangs in der damaligen Hauptstadt Kaifeng, danach jahrelang auf dem Land, in Qingzhou, wohin sich Zhao Mingchengs Familie zurückgezogen hatte. Die Ehe blieb kinderlos; sie war überschattet von den politischen Machtkämpfen, in die Zhao Mingchengs Vater verwickelt war, so dass auch Zhao Mingcheng lange Zeit keinen Beamtenposten bekam.
Zhao Mingcheng und Li Qingzhao legten im Lauf der Jahre eine umfangreiche Sammlung von Büchern, Bildern, Kunstgegenständen und Antiquitäten wie Opfergefäßen, Dreibeinen und anderen Zeremonialgeräten an; Zhao Mingcheng verfasste einen "Katalog der Inschriften auf Bronze und Stein", das Jinshilu, zu dem Li Qingzhao später das berühmte Nachträgliche Vorwort schrieb, das Houxu. 1126, kurz vor dem Sturz der Nördlichen Song-Dynastie, bei einer Reise in den Süden, mussten sie den Großteil ihrer Sammlung zurücklassen, 1127 wurde das Haus in Schutt und Asche gelegt. 1129 starb Zhao Mingcheng, auf der Reise nach Huzhou, wo er einen neuen Posten antreten sollte. Li Qingzhao schlug sich mit den Resten der Sammlung nach Hangzhou durch, wo der Kaiserhof der Südlichen Song-Dynastie residierte. 
Im Sommer 1132 heiratete Li Qingzhao Zhāng Rǔzhōu 張汝舟, reichte jedoch schon drei Monate danach die Scheidung ein und zeigte Zhang Ruzhou außerdem wegen Unterschlagung von Staatsgeldern an. Obwohl Zhang Ruzhou daraufhin verurteilt wurde, die Anschuldigung also fundiert war, brachte diese Anzeige auch Li Qingzhao eine Gefängnisstrafe ein, sie wurde zu zwei Jahren verurteilt. Daraufhin wandte sie sich hilfesuchend an einen einflussreichen Verwandten Zhao Mingchengs, Qí Chónglǐ 綦崇礼 (*1083; † 1142), der für ihre Freilassung sorgte, nachdem sie neun Tage im Gefängnis gewesen war. In einem Dankbrief an Qi Chongli legte sie im Herbst 1132 die Sache ausführlich dar. 1134 schrieb sie eine Abhandlung über das "Spiel der Pferde", mit Beschreibung und Regeln eines heute verlorenen Brettspiels mit verschiedenen Spielvarianten, sowie zwei Spielfeldern und Angaben zur Aufstellung der Figuren, und mit einem autobiographischen Vorwort. Um 1135 folgte das Hòuxù 后序, das "Nachträgliche Vorwort zum Katalog von Inschriften auf Bronze und Stein"; beides reichte sie später am Kaiserhof ein. In den folgenden Jahren verfasste sie weiterhin Gedichte und Glückwunschverse, die sie am Kaiserhof einreichte, wenigstens bis ins Jahr 1151. Es gibt weder ein Grab noch einen Nachruf. Wann und wo sie gestorben ist, ist unbekannt.
Vom Ende der Song-Dynastie bis ins 20. Jahrhundert wurde die zweite Heirat Li Qingzhaos entweder nicht mehr erwähnt oder abgestritten. Der Brief wurde als Fälschung bezeichnet, den ihre Feinde oder Neider verfasst hätten, um ihren Ruf zu schädigen. Es liegen jedoch mindestens sieben voneinander unabhängige Quellen aus der Song-Zeit vor, die die Heirat mit Zhang Ruzhou erwähnen, zum Teil von Zeitgenossen Li Qingzhaos; der Brief wird in mindestens zwei Quellen überliefert. Heute wird allgemein davon ausgegangen, dass die zweite Heirat stattgefunden hat.

## Werk
Li Qingzhaos Werk ist nur zu einem kleineren Teil erhalten. Bei dem Brief an Qi Chongli und bei 30–50 Ci-Gedichten gilt ihre Autorschaft als nicht gesichert. 
Zugeschrieben werden ihr 79 Ci-Gedichte, 18 Shi-Gedichte, zum Teil mit politischem Inhalt, ein Fu-Gedicht, einige einzelne Verse und Bruchstücke, sowie fünf Prosatexte: 
1. das Cílùn 《詞論》, die Poetik der Ci-Lyrik,
2. der Brief an Qí Chónglǐ 綦崇礼,
3. das Dámǎtújīng 《打馬圖經》, die Abhandlung über das "Spiel der Pferde",
4. das Dámǎtújīng Xù 《打馬圖經序》, das dazugehörige autobiographische Vorwort, und
5. das Jīnshílù Hòuxù 《金石錄後序》, das "Nachträgliches Vorwort zum Katalog von Inschriften auf Bronze und Stein".

Im erhaltenen Œuvre Li Qingzhaos sind die wichtigsten lyrischen und mehrere prosaische Genres vertreten. Die Ci-Gedichte sind ästhetisch wie technisch ausgefeilte Meisterwerke. Die Prosatexte stehen in der literarischen Tradition der Dichter, es sind formvollendete Texte, illustriert durch viele, oft seltene Zitate und Anspielungen auf die klassische Literatur.

## Gedicht
Auszug aus einem ihrer berühmtesten Ci-Gedichte:
尋尋覓覓 Xúnxún mìmì,

冷冷清清 Lěnglěng qīngqīng, 

凄凄惨惨戚戚 Qīqī cǎncǎn qīqī。
Suchen suchen trachten trachten / Kalt kalt klar klar / Einsam einsam elend elend traurig traurig.

Ich suche und suche, / Ich taste und taste, / alles kalt und leer.
Es handelt sich um den Beginn des Gedichts Shengshengman. Dieser Gedichteingang ist sehr berühmt, u. a. weil jedes in den drei Zeilen auftretende Schriftzeichen doppelt vorkommt.
Nach ihr ist der Li Ch'ing-Chao-Krater auf dem Planeten Venus benannt.

## Ausgaben und Übersetzungen
- Chinesische Frauenlyrik. Tzi-Lyrik der Sung-Zeit von Li Tsching-dschau und Dschu Schu-dschen. Hrsg. u. ins Dt. übertr. von Ernst Schwarz. dtv, München 1985. (gereimte Nachdichtungen)
- Li Qingzhao: Gedichte. Einl. u. Übers. von Ng Hong-chiok u. Anne Engelhardt. Selbstverlag, Bonn 1985.
- Dorothee Dauber: Geschliffene Jade. Zum Mythos der Song-Dichterin Li Qingzhao (1084 - 1155?). Lang, Frankfurt am Main (u. a.) 2000. (Mit Interlinearversionen der übersetzten ci-Gedichte, kommentierten Übersetzungen des Cilun, des Houxu und des umstrittenen Briefes, sowie mit ausführlichen Angaben zu den zahlreichen verschiedenen Übertragungen und Nachdichtungen ihrer Gedichte und Prosa.)

## Vertonungen
- Kalevi Aho: Kiinalaisia lauluja (Chinesische Lieder; Texte: Li Qingzhao / 李清照 Lǐ Qīngzhào in finnischer Nachdichtung von Pertti Nieminen), UA: 26. November 1997

## Nachweise
1. ↑  Eine Übersetzung bei Dauber (2000, S. 89–94).
2. ↑  Dauber (2000, S. 10). Li Qingzhao wird auch ein eigener literarischer Stil zugeschrieben, der Yi'an-Stil, 易安体.
3. ↑  Eine Übersetzung bei Dauber (2000, S. 256–272).
4. ↑  Vgl. seine Biographie in der Songshi, Geschichte der Song-Dynastie.
5. ↑  Der songzeitliche Historiker Li Xinchuan erwähnt die Anzeige Zhang Ruzhous durch seine Frau, mit Familiennamen Li und Tochter Li Gefeis, Zhang Ruzhous Prozess, seine Gefängnisstrafe und anschließende Degradierung. Dauber (2000, S. 55).
6. ↑   Erste Übersetzung in eine europäische Sprache bei Dauber (2000, S. 234–243), mit Ausnahme einiger Sätze, sinngemäß wiedergegeben bei Chantal Chen (Les Poèmes Ci de Li Qingzhao, 1972, S. 234, Anmerkung 1).
7. ↑  Noch 1155 soll Li Qingzhao einem jungen Mädchen angeboten haben, ihre Schülerin zu werden, doch das Mädchen hätte geantwortet: Literarische Bildung ist nicht Sache der Frauen. So in der späteren Grabinschrift, die der Song-Dichter Lù Yóu 陸游 (1125-1210) für diese Frau verfasst hat, die eine Verwandte von ihm war. Dauber (2000, S. 58).
8. ↑  Zur Biografie s. Dauber (2000, S. 38–60).
9. ↑  Dauber (2000, S. 54f).
10. ↑  Dauber (2000, S. 232).
11. ↑  Dauber (2000, S. 61ff).
12. ↑  LQJ, Shanghai 1962, S. 31.
13. ↑  Interlinearübersetzung Dauber (2000, S. 189).
14. ↑  Übersetzung von Ng Hong-chiok und Anne Engelhardt (1985, S. 81).
15. ↑   (Seite nicht mehr abrufbar, festgestellt im April 2019. Suche in Webarchiven)  Info: Der Link wurde automatisch als defekt markiert. Bitte prüfe den Link gemäß Anleitung und entferne dann diesen Hinweis.